# Ashley Klein
Pour les articles homonymes, voir Klein.
Ashley Klein, né le 6 septembre 1979 à Bathurst (Australie), est un arbitre australien de rugby à XIII. Il officie plus particulièrement au sein du championnat australien de rugby à XIII : la National Rugby League.

## Biographie
Ashley Klein naît le 6 septembre 1979 à Bathurst en Australie.